# Pétur Sigurðsson
Pétur Friðrik Sigurðsson (ur. 16 lipca 1928 w Reykjavíku, zm. 19 września 2002 tamże) – islandzki malarz i lekkoatleta.

## Lata młodości
Syn bankiera Sigurðura Þórðarsona i Ólafíi Pétursdóttir Hjaltested. W 1945 ukończył Myndlista- og handíðaskóli Íslands (Islandzką Szkołę Sztuki i Rzemiosła). Absolwent Królewskiej Duńskiej Akademii Sztuk w Kopenhadze z 1949.

## Kariera artystyczna
W 1946 po raz pierwszy zaprezentował swoje dzieła na wystawie. Łącznie jego dzieła pokazano na 12 dużych wystawach w Islandii i kilku mniejszych w kraju i poza nim, m.in. w Luksemburgu, Kolonii i Nowym Jorku. Wykładał również architekturę krajobrazu na politechnice w Hafnarfjörður.

## Kariera sportowa
W 1952 wystartował na igrzyskach olimpijskich w biegu na 100 m i sztafecie 4 × 100 m. W konkurencji indywidualnej odpadł w pierwszej rundzie, zajmując przedostatnie, 5. miejsce w swoim biegu eliminacyjnym z czasem 11,3 s. Islandzka sztafeta 4 × 100 m z Sigurðssonem w składzie została zdyskwalifikowana w pierwszej rundzie i odpadła z rywalizacji. W tym samym roku został wicemistrzem Islandii w biegu na 100, 200 i 400 m. Reprezentował klub KR Reykjavík.

## Losy po zakończeniu kariery
Zmarł 19 września 2002. Jego pogrzeb odbył się 1 października tegoż roku w Háteigskirkja w Reykjavíku.

## Życie prywatne
W 1951 poślubił Sólveig Benediktę Jónsdóttir, z którą miał pięcioro dzieci: Pétura Friðrika (ur. 3 października 1950), Helgę Lóę (ur. 14 października 1953), Annę Hjaltested (ur. 14 lutego 1958), Bergljót Ylfę (ur. 24 lutego 1965) i Katrín Ýr (ur. 30 lipca 1970).